# Lykos (König)
Lykos (altgriechisch Λύκος Lýkos), König von Theben, ist in der griechischen Mythologie der Sohn des Hyrieus und der Klonia. Es gibt jedoch auch Quellen, die Chthonios als Vater des Lykos nennen. Seine Gattin war Dirke.

## Erste Regierungszeit
Sein Bruder Nykteus herrschte als Vormund des Labdakos über Theben. Nachdem Nykteus im Kampf um seine Tochter Antiope tödlich verwundet wurde und schließlich verstorben war, übernahm Lykos die Regierung. Er befreite die schwangere Antiope. Sie gebar in Eleutherai zwei Söhne Amphion und Zethos. Entweder verbarg sie ihre Kinder vor ihrem Onkel und setzte sie auf dem Kithairon aus, oder Lykos selbst tat dies. Sie wurden von einem Hirten, der sie fand, aufgezogen.
Als Labdakos mündig war, übergab ihm Lykos die Regierung.

## Zweite Regierungszeit
Labdakos starb jedoch bald. Sein Sohn Laios war erst ein Jahr alt, deshalb übernahm Lykos ein zweites Mal die Regierung. Da Antiope von Lykos und besonders von seiner Frau Dirke misshandelt wurde, floh sie zu ihren inzwischen erwachsenen Söhnen. Diese zogen gegen Theben und töteten Lykos und Dirke, vertrieben Laios und übernahmen die Herrschaft.
Die Bibliotheke des Apollodor berichtet, hiervon abweichend, dass Nykteus und Lykos wegen des Mordes an Phlegyas, dem Sohn des Ares und der Dotis, nach Hyria flüchten mussten. Später erwählten die Thebaner jedoch Lykos als ihren Feldherrn und dieser machte dem Laios unrechtmäßig die Herrschaft streitig.